# Gadevang
Gadevang – miasto w Danii, w regionie Stołecznym, w gminie Hillerød.